# Guillermo Rubén Sánchez Almeyra
Guillermo Rubén Sánchez Almeyra (1918 Cañada Cañada Rica,Provincia de Santa Fe de Santa Fe - 2005) fue un militar argentino que llegó a general de división. Fue gobernador de la provincia de Santa Fe desde el 24 de julio de 1970 hasta el 25 de mayo de 1973.

## Biografía
Fue un oficial de infantería egresado del Colegio Militar en 1939. Alcanzó el cargo de jefe del Estado Mayor General del Ejército.
En 1970 pasó a situación de retiro y poco después fue designado gobernador de la provincia de Santa Fe por Roberto Marcelo Levingston. Así fue designado en ese cargo el 24 de julio de 1970 relevando a Roberto Fonseca. Estuvo en esa función hasta la llegada de las autoridades constitucionales el 25 de mayo de 1973.